# Mounir Lazzez
Mounir Lazzez (16 de noviembre de 1987) es un artista marcial mixto tunecino que compite en la categoría de peso welter del Ultimate Fighting Championship. Combatiendo profesional desde 2012, fue campeón de los peso welter del Desert Force Championship en 2015.

## Primeros años
Mounir nació en la ciudad de Sfax en Túnez. También vivó en Montréal en Canadá donde entrenó con Shawn Tompkins y Mark Hominick.

## Carrera de artes marciales mixtas
Mounir empezó su carrera profesional en 2012 en el Oriente Medio donde compiló un récord de 9-1.

### Ultimate Fighting Championship
Firmó con el UFC en 2020 después que un amigo suyo reconoció al presidente de la organización, Dana White, en un restaurante y le mostró un video de sus peleas. Es el primer peleador del UFC que nació y creció en un país árabe.
Su primera pelea en el UFC fue una victoria contra Abdul Razak Alhassan el 16 de julio de 2020 en ’UFC on ESPN: Kattar vs. Ige donde ganó también el premio Pelea de la Noche.
Mounir perdió la pelea siguiente contra Warlley Alves por TKO el 20 de enero de 2021 en UFC on ESPN Chiesa vs Magny.
Su tercer pelea con el UFC fue al UFC on ESPN: Luque vs. Muhammad 2 el 16 de abril de 2022 cuando ganó por decisión unánime contra Ange Loosa.

## Récord en artes marciales mixtas
| Resultado | Récord | Oponente             | Método                           | Evento                                 | Fecha                    | Ronda | Tiempo | Localización | Notas                                                 |
| --------- | ------ | -------------------- | -------------------------------- | -------------------------------------- | ------------------------ | ----- | ------ | ------------ | ----------------------------------------------------- |
| Victoria  | 11–2   | Ange Loosa           | Decisión (Unánime)               | UFC on ESPN: Luque vs. Muhammad 2      | 16 de abril de 2022      | 3     | 5:00   | Las Vegas    |                                                       |
| Derrota   | 10–2   | Warlley Alves        | TKO (patadas al cuerpo y golpes) | UFC on ESPN: Chiesa vs. Magny          | 10 de enero de 2021      | 1     | 2:35   | Abu Dabi     |                                                       |
| Victoria  | 10–1   | Abdul Razak Alhassan | Decisión (Unánime)               | UFC on ESPN: Kattar vs. Ige            | 15 de julio de 2020      | 3     | 5:00   | Abu Dabi     | Alhassan no dio el peso (174 lbs). Pelea de la Noche. |
| Victoria  | 9–1    | Arber Murati         | TKO (Rodillazos y golpes)        | Probellum MMA Dubai: Lazzez vs. Murati | 7 de febrero de 2020     | 1     | 0:59   | Dubái        |                                                       |
| Victoria  | 8–1    | Sasha Palatnikov     | TKO (Golpes)                     | ADW: UAE Warriors 8                    | 18 de octubre de 2019    | 1     | 4:48   | Abu Dabi     |                                                       |
| Derrota   | 7–1    | Eldar Eldarov        | Decisión (Unánime)               | Brave CF 23                            | 19 de abril de 2019      | 5     | 5:00   | Amán         | Por el Campeonato 165 lbs Brave FC.                   |
| Victoria  | 7–0    | Dmitrijs Homjakovs   | TKO                              | Brave CF 16                            | 21 de septiembre de 2018 | 2     | 4:15   | Abu Dabi     | Catchweight (176 lbs)                                 |
| Victoria  | 6–0    | Christophe Van Dijck | Decisión (Unánime)               | Phoenix Fighting Championship 4: Dubai | 22 de diciembre de 2017  | 3     | 5:00   | Dubái        |                                                       |
| Victoria  | 5–0    | Mohamad Ghorabi      | TKO (Golpes)                     | Desert Force 16                        | 23 de marzo de 2015      | 2     | 3:50   | Riad         | Ganó el Campeonato de peso Welter Desert FC           |
| Victoria  | 4–0    | Amr Fathee Wahman    | KO (Patada a la cabeza)          | Desert Force 11                        | 7 de marzo de 2014       | 1     | 2:00   | Manama       |                                                       |
| Victoria  | 3–0    | Anas Siraj Mounir    | KO (Patada a la cabeza)          | Desert Force 10                        | 27 de enero de 2014      | 3     | 1:15   | Amán         |                                                       |
| Victoria  | 2–0    | Ashkan Mehrdadpoor   | TKO (Golpes)                     | Dubai FC 3                             | 16 de noviembre de 2012  | 1     | 2:25   | Dubái        |                                                       |
| Victoria  | 1–0    | Andrew Connor        | KO (Golpe)                       | Dubai FC 2                             | 8 de enero de 2012       | 1     | 0:54   | Dubái        |                                                       |